# Akoš Paulinyi
Akoš Paulinyi (* 7. Februar 1929 in Budapest; † 9. August 2021 in Darmstadt) war ein Technik-, Wirtschafts- und Sozialhistoriker.

## Akademischer Werdegang
Paulinyi studierte Geschichte und Archivistik und schloss dieses Studium 1953 mit dem Staatsexamen ab. Nach der Promotion im Jahre 1959 und der Habilitation 1964 war er bis 1969 Assistent und Dozent für allgemeine Geschichte der Neuzeit an der Comenius-Universität Bratislava. Nach der Unterdrückung des Prager Frühlings musste er 1969 das Land verlassen und zog nach Deutschland, wo er 1969/70 Stipendiat der Alexander von Humboldt-Stiftung war. Von 1970 bis 1978 war er Professor für Wirtschaftsgeschichte an der Philipps-Universität Marburg, bevor er zum Professor für Technikgeschichte und Wirtschaftsgeschichte an der Technischen Hochschule Darmstadt berufen wurde. Nach seiner Emeritierung Ende der 1990er Jahre kehrte er als Austauschsdozent an die Universität Miskolc in Ungarn zurück.
Forschungsschwerpunkte Paulinyis waren die Arbeitswelt und Geschichte des Bergbaus sowie des Verhüttungswesens, die Sozialgeschichte der Bergleute sowie die Verbreitung technischer Innovationen während der Industrialisierung. Daneben beschäftigte er sich mit der slowakischen und ungarischen Wirtschaftsgeschichte.

## Publikationen (Auswahl)
- Der sogenannte aufgeklärte Absolutismus und die frühe Industrialisierung, in: Erna Lesky u. a. (Hrsg.): Die Aufklärung in Ost- und Südosteuropa : Aufsätze, Vorträge, Dokumentationen. Köln  : Böhlau, 1972, S. 195–214
- Das Puddeln. Ein Kapitel aus der Geschichte des Eisens in der industriellen Revolution, München 1987, ISBN 3-486-26200-9.
- Industrielle Revolution. Vom Ursprung der modernen Technik, Reinbek bei Hamburg 1989, ISBN 3-499-17735-8.
- mit Karl von Delhaes und Peter Hertner: Technik und Wirtschaft in der Industrialisierung, Düsseldorf 2012, ISBN 978-3-514-00792-5.

## Festschriften zu Ehren Paulinyis
- Volker Benad-Wagenhoff (Hrsg.), Industrialisierung – Begriffe und Prozesse. Festschrift Akos Paulinyi zum 65. Geburtstag, Stuttgart 1994, ISBN 3-928186-17-5.
- Siegfried Buchhaupt, Gibt es Revolutionen in der Geschichte der Technik? Tagungsband / Workshop am 20. Februar 1998 aus Anlaß der Emeritierung von Akos Paulinyi, Darmstadt 1999, ISBN 3-88607-122-7.